# Listovi o slobodnom zidarstvu
Listovi o slobodnom zidarstvu, uz dodatak, Kratka povijest slobodnog zidarstva na strani i u Hrvatskoj je propagandna knjiga o slobodnom zidarstvu namijenjenu hrvatskoj javnosti koju je objavio Ivan Prigorski (pseudonim Adolfa Mihalića) u Zagrebu 1911. godine.